# Gare de Liancourt - Rantigny
Ne pas confondre avec Gare de Liancourt-Saint-Pierre.
La gare de Liancourt - Rantigny est une gare ferroviaire française de la ligne de Paris-Nord à Lille, située sur le territoire de la commune de Rantigny, dans le département de l'Oise en région Hauts-de-France. La gare est éloignée de 900 m de la mairie de Rantigny, et la mairie de Liancourt est distante de 2 000 m, alors que la mairie de Cauffry est à 350 m de distance seulement, bien que le nom de cette commune ne soit pas mentionné dans le nom de la gare. Mise en service en 1846 par la Compagnie du chemin de fer du Nord, c'est aujourd'hui une gare de la Société nationale des chemins de fer français (SNCF) desservie par des trains TER Hauts-de-France.

## Situation ferroviaire
Établie à 47 m d'altitude, la gare de Liancourt - Rantigny est située au point kilométrique (PK) 57,718 de la ligne de Paris-Nord à Lille, entre les gares de Laigneville et de Clermont-de-l'Oise.

## Histoire
La station de Liancourt est mise en service le 22 juin 1846 par la Compagnie du chemin de fer du Nord.

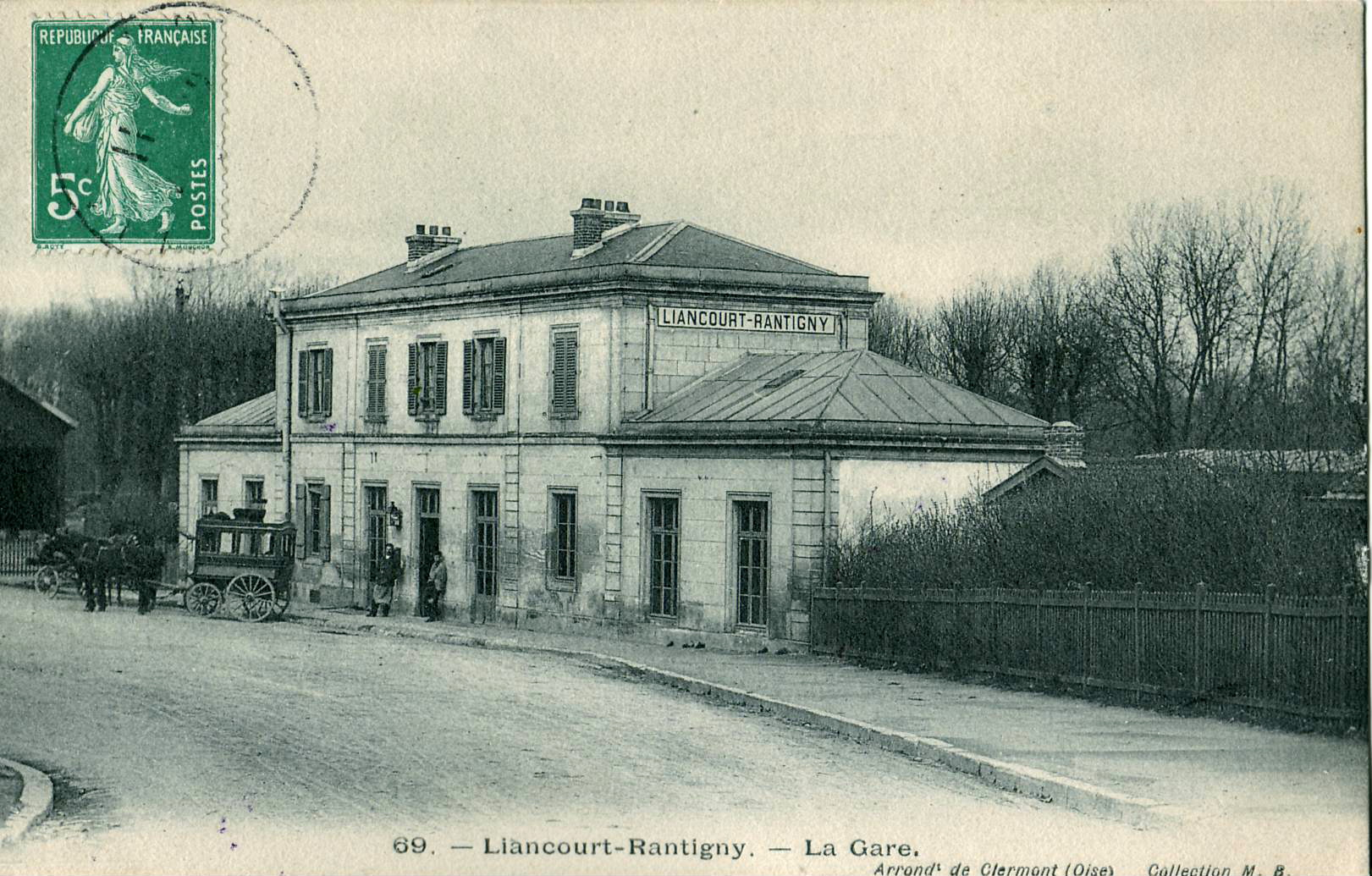
La gare avant la Première Guerre mondiale.
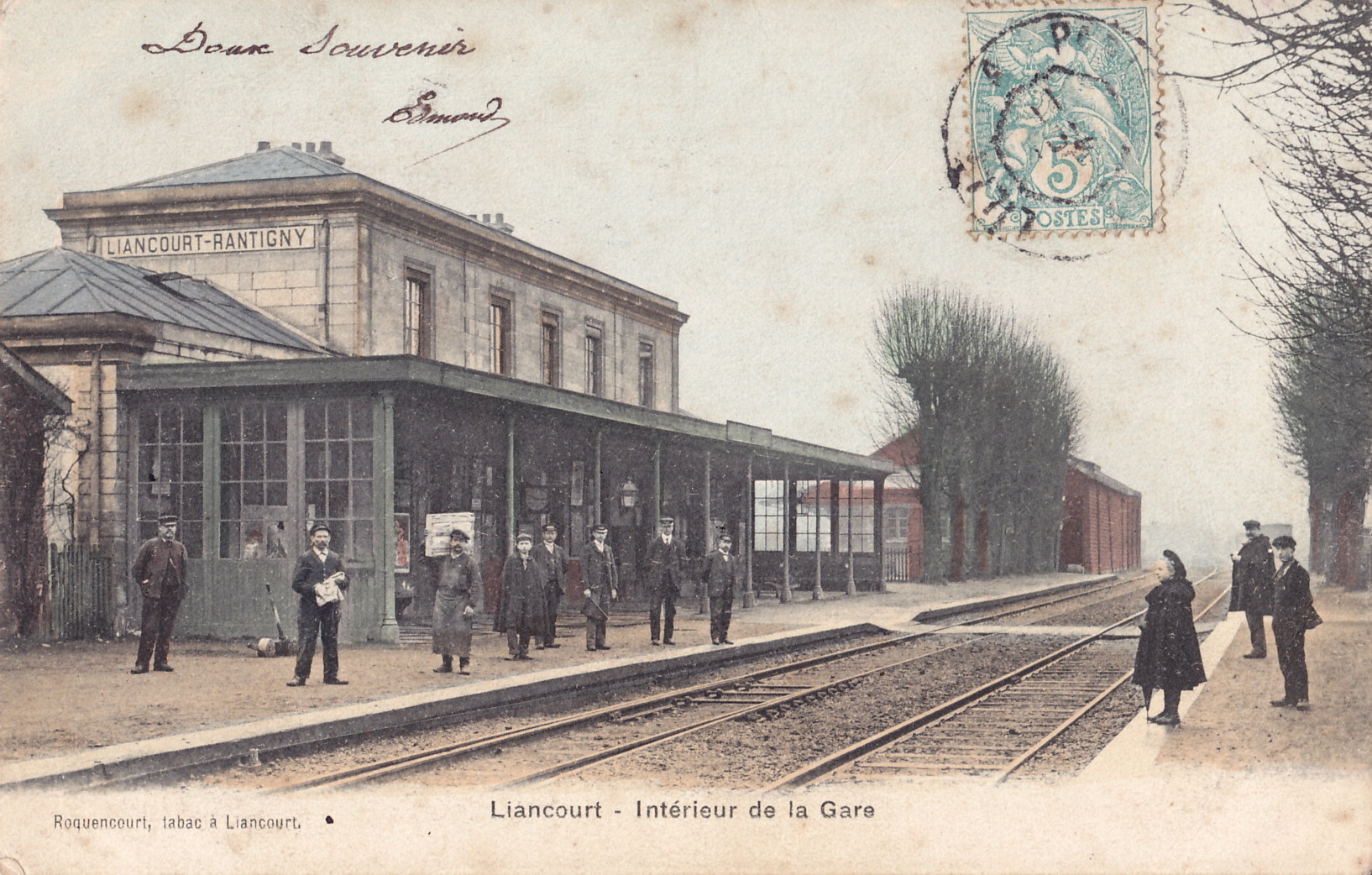
Intérieur de la gare, à la même époque.

## Fréquentation
De 2015 à 2023, selon les estimations de la SNCF, la fréquentation annuelle de la gare s'élève aux nombres indiqués dans le tableau ci-dessous.
| Année                      | 2015    | 2016    | 2017    | 2018    | 2019    | 2020    | 2021    | 2022    | 2023    |
| -------------------------- | ------- | ------- | ------- | ------- | ------- | ------- | ------- | ------- | ------- |
| Voyageurs                  | 276 860 | 282 746 | 295 252 | 274 179 | 290 944 | 183 338 | 205 514 | 261 503 | 281 095 |
| Voyageurs et non voyageurs | 300 934 | 307 332 | 320 926 | 298 020 | 316 244 | 199 281 | 223 385 | 284 242 | 305 538 |

## Service des voyageurs

### Accueil
Gare SNCF, elle dispose d'un bâtiment voyageurs, avec guichets, ouvert tous les jours. Elle est notamment équipée d'automates pour l'achat de titres de transport.
Une passerelle permet la traversée des voies et le passage d'un quai à l'autre.

### Desserte
Liancourt - Rantigny est desservie par des trains TER Hauts-de-France qui effectuent des missions entre les gares de Paris-Nord, ou de Creil, et de Saint-Just-en-Chaussée ou d'Amiens.

### Intermodalité
Un parking y est aménagé.
La gare est desservie par les lignes 686 et 687 du réseau interurbain de l'Oise. Les lignes 642, 6242, 6315 et 6352 de ce même réseau disposent d'un arrêt situé au bout de l'avenue de la Gare.